# Breguet 20
Dimensions
Le Breguet 20 est un avion de transport de fret et de passagers réalisé par Breguet. L’unique prototype construit ne déboucha pas sur une fabrication en série, en raison de la trop grande complexité de sa motorisation.

## Variantes
- Breguet 21 : bombardier de nuit. 1 prototype réalisé.
- Breguet 22 : avion de ligne de formule plus classique, avec les moteurs à l’extérieur du fuselage, entre les ailes. 1 prototype réalisé.
- Breguet 23 : projet d’avion militaire dérivant du Breguet 21, puis du Breguet 19 TF. 1 prototype construit et cédé aux Républicains espagnols durant la Guerre d'Espagne.

## Survivants
Le Breguet 20 fut démantelé à Villacoublay. Cependant, une partie de sa structure fut réutilisée en 1933 pour la construction du Breguet Gyroplane Laboratoire, le premier hélicoptère fiable du monde, qui battra plusieurs records du monde pour ce type d’aéronef en 1936.